# Amilcar Tanuri
Amilcar Tanuri (Rio de Janeiro, 4 de setembro de 1958) é um virologista, pesquisador e professor universitário brasileiro. 
Comendador da Ordem Nacional do Mérito Científico e membro titular da Academia Brasileira de Ciências, Amilcar é professor titular e chefe do Laboratório de Virologia Molecular, do Instituto de Biologia, da Universidade Federal do Rio de Janeiro (UFRJ).
Desde 2000, Amilcar é consultor da Organização Mundial da Saúde para a HIV ResNet, a rede de pesquisa sobre a resistência do HIV aos medicamentos. Tem experiência na área de genética, com ênfase em genética molecular e de micro-organismos, atuando principalmente nos temas: HIV-1, diversidade genética e subtipos de HIV, resistência do vírus às drogas, além de também pesquisar sobre o Zika e a microcefalia.

## Biografia
Nascido em 1958, no Rio de Janeiro, Amilcar ingressou no curso de medicina da Universidade Federal do Rio de Janeiro em 1977, concluindo o curso em 1982, mesmo ano em que ingressou no mestrado, pela mesma instituição. Em 1990, defendeu o doutorado, sob a orientação de Darcy Fontoura de Almeida. Fez especialização em genética molecular pela Universidade de Sussex, na Inglaterra, em 1985 e pós-doutorado, de 1996 a 1998, pelo Centros de Controle e Prevenção de Doenças (CDC), em Atlanta, nos Estados Unidos.
Em 1991, ingressou na UFRJ como professor adjunto, tornando-se professor titular em 2011. É pesquisador associado da Universidade Columbia e Coordenador das Ciências Biológicas da FAPERJ.
Primeiro servidor da universidade a ser vacinado contra a Covid-19, Amilcar tenta elucidar a resposta imune de pacientes brasileiros à infecção pelo novo coronavírus. Ele e sua equipe tentam tornar o processo de imunização mais seguro e duradouro através de técnicas de edição ultraprecisa do DNA, editando o código genético do Covid-19 para torná-lo menos virulento e responsivo aos antivirais.